# (6392) Takashimizuno
(6392) Takashimizuno est un astéroïde de la ceinture principale.

## Description
(6392) Takashimizuno est un astéroïde de la ceinture principale. Il fut découvert le 29 avril 1990 à Kani par Yoshikane Mizuno et Toshimasa Furuta. Il présente une orbite caractérisée par un demi-grand axe de 3,22 UA, une excentricité de 0,13 et une inclinaison de 17,6° par rapport à l'écliptique.

## Compléments